# Epiphora bauhiniae
Epiphora bauhiniae is een vlinder uit de familie nachtpauwogen (Saturniidae), onderfamilie Saturniinae.
De wetenschappelijke naam van de soort is voor het eerst geldig gepubliceerd door Guérin-Méneville in 1829.